# Guillem Bauzà
Guillem Bauzà (n. Palma de Mallorca, 25 de octubre de 1984) es un ex-futbolista español que jugaba en la demarcación de delantero.

## Biografía
En 2003 debutó como futbolista con el RCD Mallorca "B". Permaneció en el club dos temporadas. Al final de 2005, el club descendió a tercera división, y Bauzà fue traspasado al RCD Espanyol "B". El año de su llegada al club consiguió quedar en segunda posición del quinto grupo de tercera división. En 2007 dio un salto gracias al Swansea City AFC, quien se hizo con sus servicios. En la temporada 2007/2008, ganó la League One, ascendiendo de esta manera a la Football League Championship. Tras varios años en el segundo nivel de la liga inglesa, Bauzà se fue traspasado por un año al Hereford United. Tras jugar por un breve período de tiempo en el Northampton Town FC, y por dos temporadas en el Exeter City FC, fue fichado por el Port Talbot Town FC en 2013.

## Clubes
| Club                | País       | Año         | Partidos | Goles |
| ------------------- | ---------- | ----------- | -------- | ----- |
| RCD Mallorca "B"    | España     | 2003 - 2005 | 33       | 4     |
| RCD Espanyol "B"    | España     | 2005 - 2007 | 31       | 3     |
| Swansea City AFC    | Gales      | 2007 - 2010 | 68       | 16    |
| Hereford United     | Inglaterra | 2010 - 2011 | 16       | 2     |
| Northampton Town FC | Inglaterra | 2011        | 10       | 4     |
| Exeter City FC      | Inglaterra | 2011 - 2013 | 48       | 5     |
| Port Talbot Town FC | Gales      | 2013 - 2014 | 7        | 2     |
| Merthyr Town FC     | Gales      | 2014 - 2016 | 48       | 10    |

## Palmarés

### Campeonatos nacionales
| Título     | Club             | País       | Año  |
| ---------- | ---------------- | ---------- | ---- |
| League One | Swansea City AFC | Inglaterra | 2008 |